# Odpływ (fale)
Odpływ (odpływ zwrotny, odpływ denny) – przepływ wody blisko dna w stronę morza powodowany przez fale transportujące wodę na powierzchni morza w stronę brzegu. 
Odpływ przy dnie jest związany z dryfem Stokesa w strefie załamywania się fal przy brzegu i jest często mylony z prądami strugowymi.